# گروه ئی‌اس‌بی
گروه ئی‌اس‌بی (ایرلندی: Bord Soláthair an Leictreachais) شرکت برق ایرلندی است، که در سال ۱۹۲۷ تأسیس شد.